# Jelle Delie
Jelle Delie (Ronse, 27 april 1990) is een Belgische voetballer die uitkomt voor de Belgische derdeklasser Olsa Brakel.
Delie doorliep alle jeugdreeksen bij KSK Ronse, en maakte daar in de laatste match van het seizoen 2006-2007 zijn debuut bij het eerste elftal. Tijdens de winterstop in januari 2009 verhuisde hij voor een half seizoen naar Eendracht Aalst als aanvaller. Na een seizoen vervolmaakt te hebben bij Sint-Eloois-Winkel Sport (Vierde Klasse A), trok hij naar Olsa Brakel (Derde klasse A), waar hij tot op heden ook speelt.

## Spelerscarrière
- KSK Ronse (1995-2009)
- Eendracht Aalst (2009)
- Sint-Eloois-Winkel Sport (2009-2010)
- Olsa Brakel (2010-heden)

| Seizoen | Club                     | # Comp. | Goals | # Beker | Goals | Competitie      |
| ------- | ------------------------ | ------- | ----- | ------- | ----- | --------------- |
| 2006/07 | KSK Ronse                | 1       | 0     |         |       | Derde klasse    |
| 2007/08 | KSK Ronse                | 17      | 5     |         |       | Derde klasse    |
| 2008/09 | KSK Ronse                | 10      | 2     | 5       | 6     | Tweede klasse   |
| 2008/09 | Eendracht Aalst          | 12      | 5     |         |       | Derde klasse A  |
| 2009/10 | Sint-Eloois-Winkel Sport |         |       |         |       | Vierde Klasse A |
| 2010/11 | Olsa Brakel              |         | 15    |         |       | Derde klasse    |